# يو إتش-232
يو اتش-232 (بالإنجليزية: UH-232)‏ هو دواء يعمل بشكل انتقائي خليط من تأثير ناهض وضاد على مستقبلات الدوبامين، فهو ناهض جزئي لمستقبل الدوبامين D3، بينما هو ضاد لمستقبل الدوبامين الذاتي د2ش. هذا التأثير يجهل تحرير الدوبامين في الدماغ له تأثير منبه، ويمنع تأثيرات الكوكايين على التصرفات. أجريت عليه دراسات لاستخدامه في علاج الشيزوفرينيا لكن النتائج كانت أسوأ.